# Есперанса д'Андорра
«Есперанса д'Андорра» (кат. Club de Fútbol Esperança d'Andorra) — андоррський футбольний клуб з міста Андорра-ла-Велья. Клуб заснований у 2020 році, та грає у Першому дивізіоні Андорри з футболу.

## Історія
Клуб «Есперанса д'Андорра» був заснований у 2020 році, і найбільш відомий своєю секцією з футзалу, яка існує довший час. У сезоні 2022—2023 років клуб вперше у своїй історії вийшов до Першого дивізіону Андорри, і в сезоні 2023—2024 років зайняв у чемпіонаті 8-ме місце.